# Meiacanthus reticulatus
Meiacanthus reticulatus là một loài cá biển thuộc chi Meiacanthus trong họ Cá mào gà. Loài này được mô tả lần đầu tiên vào năm 1976.

## Từ nguyên
Tính từ định danh reticulatus trong tiếng Latinh có nghĩa là “hình lưới”, hàm ý đề cập đến kiểu hình mắt lưới của loài cá này được tạo các đốm trên vảy, giúp dễ dàng phân biệt chúng với đồng loại.

## Phân bố và môi trường sống
M. reticulatus hiện chỉ được biết đến ở rạn san hô Osprey (phía đông bắc bang Queensland) và đảo san hô Egum (thuộc vịnh Milne của đảo New Guinea), được tìm thấy trên các rạn san hô ở độ sâu đến ít nhất là 15 m.

## Mô tả
Chiều dài chuẩn lớn nhất được ghi nhận ở M. reticulatus là 6,3 cm. Loài này có màu nâu xám nhạt trên với nhiều chấm nâu sẫm trên thân. Có sọc hẹp màu nâu sẫm từ góc trên phía sau của mắt ngược lên vây lưng. Vây lưng, vây hậu môn và vây bụng màu nâu sẫm đến hơi đen, và vây đuôi nhạt với viền trên và dưới sẫm màu.
Số gai vây lưng: 5; Số tia vây lưng: 26; Số gai vây hậu môn: 2; Số tia vây hậu môn: 17.

## Sinh thái
Trứng của M. reticulatus có chất kết dính, được gắn vào chất nền thông qua một tấm đế dính dạng sợi. Cá bột là dạng phiêu sinh vật, thường được tìm thấy ở vùng nước nông ven bờ.